# 博若莱

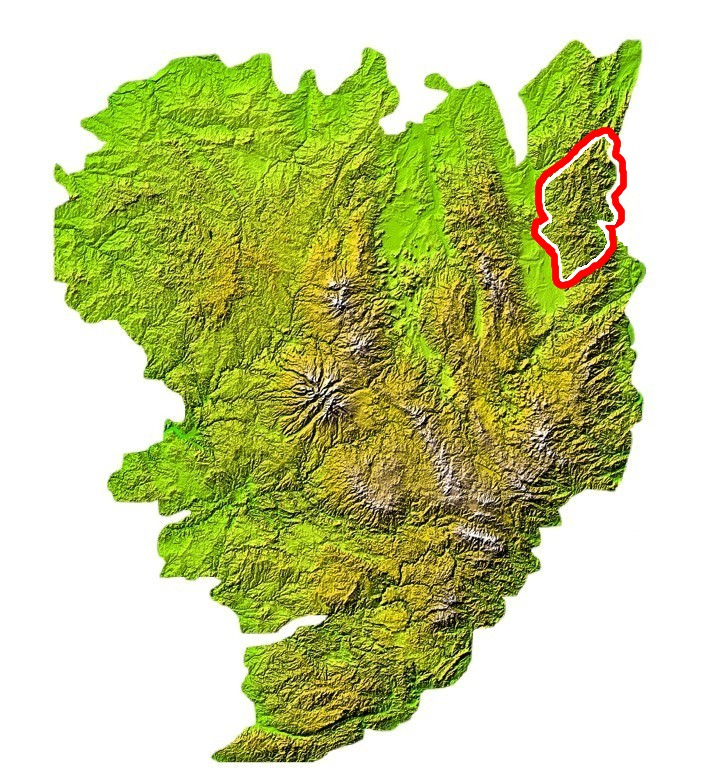
博若莱在法國中央高原的位置

博若莱（發音：[boʒɔlɛ] ⓘ）是法国历史上的一个行省，位于中央高原正东，里昂以北，横跨罗讷省北部、索恩-卢瓦尔省南部和卢瓦尔省东北部，博热和索恩河畔自由城先后为其首府。该地区土地肥沃，以出产葡萄酒闻名。

## 历史
10—13世纪，博热的领主将所属领土逐渐扩大为可观的封建贵族领地。1531年归法国王室管辖，1560年国王弗朗索瓦二世归还给波旁-蒙庞西耶家族，并再转到奥尔良家族。博若莱伯爵称号由路易-菲利普二世的幼子路易-夏尔·德·奥尔良承袭。

## 地理
地势起伏不平，最高点圣里戈峰海拔1012米。境内多林木。圣里戈山西侧地区以家族小农庄为特色；以东地区有世界闻名的红葡萄酒酿造业，名牌有博若莱、弗勒里（Fleurie）和于连娜（Juliénas）等。

## 葡萄酒
当地种植的佳美葡萄是酿制葡萄酒的最佳原料，所产的博若莱新酒（Beaujolais Nouveau）很出名，村庄葡萄酒（village crus）更多次获奖。